# Luciano Bruno
Luciano Bruno (ur. 23 maja 1963 w Foggi) – włoski bokser kategorii półśredniej, brązowy medalista igrzysk olimpijskich w Los Angeles.

## Kariera amatorska
Zdobył srebrny medal w wadze półśredniej (do 67 kg) na mistrzostwach Europy juniorów w 1982 w Schwerinie; w finale pokonał go Torsten Schmitz z NRD.
Został srebrnym medalistą mistrzostw Europy w 1983 w Warnie po przegranej w finale z Piotrem Gałkinem z ZSRR. 
W 1984 zdobył brązowy medal na igrzyskach olimpijskich w Los Angeles. Doszedł do półfinału, gdzie pokonał go na punkty (0:5) Mark Breland, złoty medalista tych igrzysk oraz mistrz świata z Monachium.
Był trzykrotnie mistrzem Włoch, dwa razy w kategorii lekkopółśredniej (1980, 1981) i półśredniej (1982).

### Kariera zawodowa
Na ringu zawodowym zadebiutował 1 grudnia 1984 roku, pokonując przez TKO w pierwszej rundzie Mohameda Zeroualę.
Karierę zawodową zakończył przedwcześnie w 1987 roku, pokonując 9 rywali, nie zdobywając żadnego tytułu.